# Maciej Pałka
Maciej Pałka (ur. 1980) – polski ilustrator, twórca komiksów i gier.
Zaczynał jako redaktor zinów xerowanych – ZimNe nogi i WdruQ. Najbardziej znany jest z „brudnej”, gęstej, nieco karykaturalnej stylistyki, choć posługuje się również konwencją realistyczną. We współpracy z Bartoszem Sztyborem realizuje od lat serię Najwydestyluchniejszy. Jego komiks Jak schudnąć 30 kg? Prawdziwa historia miłosna (scenariusz – Tomasz Pstrągowski) został nominowany do nagrody dla najlepszego komiksu polskiego wydanego między wrześniem 2016 a sierpniem 2017.
Zdobywca Złotego Kurczaka '20 w nominacji "Komiks roku" za album Cykl kozła (wspólnie z amerykańskim twórcą komiksów Lance’em Wardem).
Mieszka wraz z żoną i synem w Lublinie.

## Dorobek

### Komiksy[4]
| Rok  | Typ                 | Tytuł                                                   |
| ---- | ------------------- | ------------------------------------------------------- |
| 2021 | rysunki             | Empress                                                 |
| 2019 | kolor               | Cykl kozła                                              |
| 2017 | rysunki             | Jak schudnąć 30 kg? Prawdziwa historia miłosna          |
| 2017 | scenariusz, rysunki | Najgorszy komiks roku                                   |
| 2014 | rysunki             | Herma św. Zygmunta                                      |
| 2013 | scenariusz, rysunki | Sztukmistrz z Lublina?                                  |
| 2013 | scenariusz, rysunki | Lublin.Location.2.0                                     |
| 2012 | scenariusz, rysunki | Ocalić od zapomnienia: Krystyna Modrzewska              |
| 2012 | scenariusz, rysunki | Drużyna ze Sławina                                      |
| 2011 | rysunki             | Lublin w powieści graficznej: zeszyt 1                  |
| 2011 | scenariusz, rysunki | Lublin w powieści graficznej: zeszyt 2                  |
| 2010 | rysunki             | Antologia memoria Janusza Christy                       |
| 2010 | rysunki             | Komiksowe Becikowe                                      |
| 2010 | rysunki             | Sceny z życia murarza                                   |
| 2010 | rysunki             | Komiksowy Przewodnik po Warszawie                       |
| 2009 | rysunki             | Szrama. Istota legendy                                  |
| 2009 | scenariusz, rysunki | W sąsiednich kadrach. Polacy i Czesi o sobie w komiksie |
| 2008 | rysunki             | Benedykt Dampc. Strange Places                          |
| 2008 | rysunki             | Hardkorporacja #2                                       |
| 2007 | rysunki             | Likwidator Alternative Antologia 2                      |
| 2007 | rysunki             | 10 bolesnych operacji                                   |
| 2007 | rysunki             | Dom Żałoby #4                                           |
| 2007 | rysunki             | Niewinne dzieci                                         |
| 2006 | rysunki             | Waciane Kafliki Żyttu                                   |
| 2006 | rysunki             | Dom Żałoby #1/2                                         |
| 2006 | rysunki             | Opowieści tramwajowe                                    |

### Ziny
- Rocznik Fantastyczny 2025
- magazyn Kolektyw od #5 (seria Najwydestyluchniejszy)
- Maszin
- Strefa Komiksu #15: Laleczki
- Strefa Komiksu #25: Publicystycznie
- magazyn Ziniol
- Zin komiksowy
- Zin Free Zone

### Ilustracje
- Zakon Krańca Świata t. 1 i 2

### Gry[7]
- seria The Fog Fall
- seria Morbid